# 源慶 (画僧)
源慶（げんけい、建保4年（1216年）没）は、鎌倉時代頃の画僧。父を巨勢兼茂、兄に巨勢有宗、子（または弟子）は源尊。

## 経歴と作品
- 建保3年（1215年）、大和国（現在の奈良県）當麻寺の当麻曼荼羅の新作が発願される。
- 建保4年（1216年）、当麻曼荼羅の新作を開始した。
  - 製作中に源慶は没する。
- 建保5年（1217年）、当麻曼荼羅の新作が完成した。
  - 宅磨良賀の補佐で源尊が完成させたという。

## 参考資料
- 「日本人名大辞典」講談社
- 田中省造「絹の荘園 浦荘と当麻曼荼羅」郷土研究発表会紀要第32号